# Dysstroma immanata
Dysstroma immanata là một loài bướm đêm trong họ Geometridae.